# آسیاب ۳ شیخ حسین
آسیاب ۳ شیخ حسین مربوط به سده‌های متاخر دوران‌های تاریخی پس از اسلام است و در شهرستان کهگیلویه، بخش چرام، دهستان چرام، ۱ کیلومتری شمال روستای شیخ حسین واقع شده و این اثر در تاریخ ۱۸ شهریور ۱۳۸۷ با شمارهٔ ثبت ۲۳۳۴۱ به‌عنوان یکی از آثار ملی ایران به ثبت رسیده است.